# Jordanita algirica
Jordanita algirica là một loài bướm đêm thuộc họ Zygaenidae. Nó được tìm thấy ở Maroc, Algérie và Tunisia. Cũng có ghi nhận chưa được khẳng định từ Sicilia.
Chiều dài cánh trước là 8,1–13 mm đối với con đực và 7,1–12 mm đối với con cái. Con trưởng thành bay từ tháng 4 trở đi ở độ cao thấp và đến tháng 7 ở khu vực miền núi. Chúng ăn mật hoa của nhiều loài Asteraceae khác nhau.
Ấu trùng ăn Carthamus calvus.